# Балка Міленська
Балка Міленська — балка (річка) в Україні у Юр'ївському районі Дніпропетровської області. Права притока річки В'язівок (басейн Дніпра).

## Опис
Довжина балки приблизно 3,78 км, найкоротша відстань між витоком і гирлом — 3,37  км, коефіцієнт звивистості річки — 1,12 . Формується декількома струмками та загатою. В переважній більшості балка пересихає.

## Розташування
Бере початок на північній стороні від села Жолобок. Тече переважно на північний схід через село Сергіївку і впадає у річку В'язівок, праву притоку річки Самари.

## Цікаві факти
- У XX столітті на балці існували молочно-тваринна ферма (МТФ) та газова свердловина[1], а у XIX столітті — декілька вітряних млинів[2].